# Modern Talking
Modern Talking (Модерн токинг) био је немачки синт-поп дуо, кога чине Томас Андерс и Дитер Болен. Основан је 1984. године, а највећи успех је имао у другој половини осамдесетих, са хитовима You're My Heart, You're My Soul, You Can Win If You Want, Cheri, Cheri Lady, Brother Louie, Atlantis Is Calling (S.O.S. for Love), Who Will Save The World и  Geronimo's Cadillac.
Бенд је био активан од 1984. до 1987., а разилазе се 1987. године. 1998. године се поново окупљају, и издају обраде својих песама, који постају поново хитови. Бенд се распада 2003. године,

## Чланови бенда
- Дитер Болен - гитара, композитор, продуцент (1984-1987; 1998-2003)
- Томас Андерс - вокал, клавир (1984-1987; 1998-2003)
- Луис Родригуез - копродуцент (1985-1987; 1998-2000)
- Ерик Синглтон - реп вокал (1998-2001)

## Дискографија

### Албуми
- 1985 The 1st Album
- 1985 Let's Talk About Love
- 1986 Ready for Romance
- 1986 In the Middle of Nowhere
- 1987 Romantic Warriors
- 1987 In the Garden of Venus
- 1998 Back for Good
- 1999 Alone
- 2000 Year of the Dragon
- 2001 America
- 2002 Victory
- 2003 Universe

### Синглови
- 1984  You're My Heart, You're My Soul
- 1985  You Can Win If You Want
- 1985  Cheri Cheri Lady
- 1986  Brother Louie
- 1986  Atlantis Is Calling (S.O.S. for Love)
- 1986  Geronimo's Cadillac
- 1986  Give Me Peace On Earth
- 1987  Jet Airliner
- 1987  In 100 Years
- 1998  You're My Heart, You're My Soul '98
- 1998  Brother Louie '98
- 1998  Space Mix + We Take The Chance
- 1999  You Are Not Alone
- 1999  Sexy Sexy Lover
- 2000  China In Her Eyes
- 2000  Don't Take Away My Heart
- 2001  Win The Race
- 2001  Last Exit To Brooklyn
- 2002  Ready For The Victory
- 2002  Juliet
- 2003  TV Makes The Superstar